# Le Roncenay-Authenay
Le Roncenay-Authenay è un ex comune francese di 409 abitanti situato nel dipartimento dell'Eure nella regione della Normandia. Dal 1º gennaio 2016 è stato accorpato ad altri cinque comuni per formare il nuovo comune di Mesnils-sur-Iton, di cui è divenuto comune delegato.

## Società

### Evoluzione demografica
Abitanti censiti